# アンジェロ・ゴードン
アンジェロ・ゴードン（Angelo, Gordon & Co）は、アメリカ合衆国に本拠を置くオルタナティブ投資の運用会社。 創業者は80年代にL.F.ロスチャイルドのアービトラージ部門を率いた、ジョン・M・アンジェロとマイケル・L・ゴードンの二名で、1988年11月設立。
従業員数は約350人、SEC登録運用会社だが、所有権は従業員が100%保有している。クレジット、不動産、プライベート・エクイティ、マルチ・ストラテジーの4分野を主要投資先とする。 これらの幅広い分野の中で、ディストレスト債務および投資不適格社債、転換社債および合併アービトラージ、住宅ローンおよび消費者ローン関連債券、エネルギー関連の直接貸付、不動産プライベート・エクイティ、不動産関連の債券および貸付、ネットリース不動産、プライベート・エクイティ、マルチ・ストラテジー、さらには、ミドル・マーケットの直接貸付等の商品を提供する。 投資商品としては、オープンエンド型のヘッジファンドタイプの商品と、クローズエンド型のプライベート・エクイティタイプの商品の2種類を提供。
本社はニューヨーク市。ワシントンD.C.、サンフランシスコ、ロサンゼルス、シカゴ、ヒューストン、ロンドン、アムステルダム、香港、東京、ソウルなどグローバルに事務所を展開。

## 沿革
ジョン・アンジェロとマイケル・ゴードンは、15年におよぶディストレスト債券、リスク・アービトラージ、転換社債アービトラージの運用経験で培った運用戦略をベースに同社を設立。1993年には、マルチ・ストラテジー・プラットフォームを追加。当該プラットフォームでは、投資家がひとつのファンドに投資することにより、市場環境の変化に応じて、複数の投資ストラテジーへの戦略的資産配分が可能。1998年には、ディストレスト債務業務の延長として、レバレッジド・ローン業務を開始した。 
同社は1990年には、破たんした不動産会社のディストレスト債務への投資を通じて、不動産の投資を開始。米国不動産市場が負債過剰で崩壊した1993年には、資産価値改善並びにリポジショニングを通じた収益拡大を目的に、不動産のオポチュニスティック投資を開始。
2002年初めには、事業パートナーとのネットワークを活かし、優良不動産の購入機会に恵まれたため、コア・プラス投資を新たに不動産戦略の一つとして追加。  2005年からは、アジアにおけるオポチュニスティック不動産投資を拡大。 2008年の世界的金融危機や2011年の欧州債務危機によって、欧州の不動産価格が低迷し、流動性も大幅に低下した中で、欧州における不動産投資をストラテジーに追加。
2005年には投資適格に満たないテナントに焦点を絞った、ネットリース不動産ストラテジーを開始。 2006年の不動産債務  と2008年の住宅ローンおよび消費者ローン債務  の追加によって、不動産とクレジットの融合分野へとさらに事業を拡大。
2009年始動の官民投資プログラム（PPIP）においては米国財務省、連邦準備制度（FRB）理事会、連邦預金保険公社らと共同事業を行うわずか9社のファンドマネジャーのうちの1社に選ばれる。 米国政府はこれら選ばれたマネージャーと共同で、世界金融危機によって機能停止に陥ったクレジット市場を回復するべく投資を行い、 大きな成功を収めた。  
2008年の金融危機の後、縮小した中小企業に対する銀行融資の機会を捉え、2013年にはエネルギー関連企業、2014年にはプライベート・エクイティ等のミドル・マーケットの借り手に対する担保付シニアローン貸付   を開始した。
2013年10月には、ラリー・シュロス、同社の社長に就任した。 2016年3月、ローレンス・MVD・シュロス退職。

## 主要経営陣
- マイケル・L・ゴードン : 共同創業者、CEO兼最高投資責任者（CIO））
- カーク・ウィックマン : 最高執行責任者）
- 共同創業者、ジョン・M・アンジェロ2016年死去 [21]

## 受賞歴
近年、同社のポートフォリオ・マネジャーは、その投資ストラテジーにおける優れたパフォーマンスで注目を集めている。CMBSファンドおよび投資不適格の社債ファンドは、2013年にブルームバーグによってディレクショナル・フィックスト・インカムにおけるベスト・パフォーマンスとして認められた。  住宅ローン担保証券（RMBS）／資産担保証券（ABS）ファンドは2013年と2014年にバロンズのヘッジファンドトップ100にランクインし、   2015年にはブルームバーグのフィックスト・インカム・レラティブ・バリューのパフォーマンス上位10にランクインした。旗艦ファンドのマルチ・ストラテジーは、2012年のビジネス・インサイダーの100モースト・サクセスフル・ヘッジファンド（最も成功したヘッジファンド上位100、 2013年のブルームバーグの100トップ・パフォーミング・ラージ・ヘッジファンド（大型ヘッジファンドのパフォーマンス上位100） にランクインし、2014年にはクレジットフラックス誌のベスト・クレジット・マルチストラテジーを受賞。 